# Aphilaenus
Aphilaenus — род полужесткокрылых насекомых из семейства цикад-пенниц.

## Описание
Пенницы стройные, со слабовыпуклыми боковыми краями тела. Постклипеус слабовыпуклый. Теменная площадка немного шире своей длины. Переднеспинка параллельно-бокая. Надкрылья со слабо выпуклыми костальными краями.
Самец: Анальная трубка без нижнебоковых зубцов. Доли пигофора без боковых выступов сзади. Боковые края генитальных пластинок у основания с лопастью. Стилусы Т- или Г-образные. Эдеагус на вершине с парой раздвоенных отростков.

## Систематика
В составе рода:
- Aphilaenus abieti (Matsumura, 1904)
- Aphilaenus guttatus (Matsumura, 1904)
- Aphilaenus ferrugineus (Oshanin, 1902)
- Aphilaenus glabrifrons (Matsumura, 1904)
- Aphilaenus okamotonis (Matsumura, 1940)
- Aphilaenus nigripectus (Matsumura, 1903)
- Aphilaenus v-pustulatus (Matsumura)